# Eurema smilax
Eurema smilax is een vlindersoort uit de familie van de Pieridae (witjes), onderfamilie Coliadinae.
Eurema smilax werd in 1805 beschreven door Donovan.